# Paramento liturgico

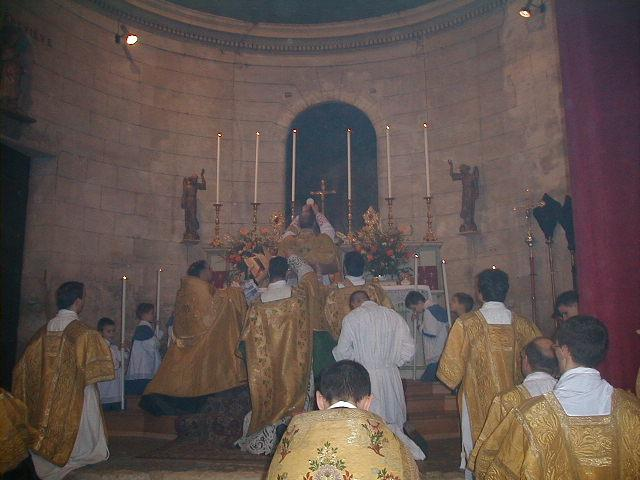
Paramenti liturgici indossati durante una Celebrazione Eucaristica tridentina.

Un paramento liturgico o paramanento sacro (dal latino parare che significa preparare) è un tipo di abbigliamento che viene utilizzato dalla Chiesa cattolica durante le celebrazioni liturgiche dai ministri o dai ministranti.
Alcuni dei paramenti liturgici sono nei colori liturgici del periodo dell'anno liturgico o della particolare celebrazione.
Il termine "paramento liturgico" è riservato ai particolari tipi di abbigliamento propri della liturgia, benché in essa si adoperino anche altri abiti particolari che usano il clero (diaconi, presbiteri, vescovi) o i religiosi fuori dalla liturgia per sottolineare il loro particolare stato.
Nei secoli VIII e IX incominciò a introdursi una varietà di colori al posto dell'unico colore bianco.

## Chiesa latina

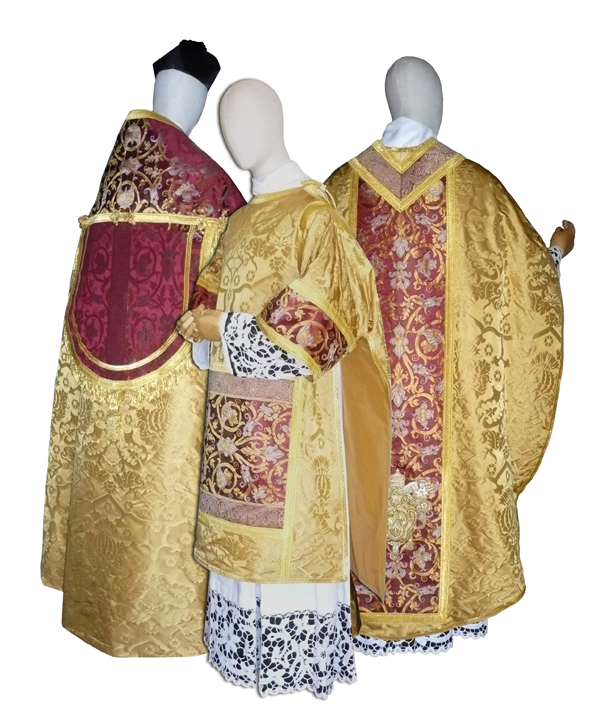
Da sinistra: piviale, dalmatica e casula

Nella Chiesa cattolica di rito latino si utilizzano i seguenti paramenti liturgici:
- amitto: è sempre bianco;
- camice, detto anche alba: è di colore bianco, talvolta con decorazioni dei colori liturgici;
- cingolo: in genere è di colore bianco ma può essere anche del colore liturgico del giorno;
- casula o pianeta: è del colore liturgico del giorno; è indossata dal presbitero e dal vescovo;
- cotta: è di colore bianco e viene indossata sulla veste talare, come abito corale o per azioni liturgiche al di fuori della messa, eventualmente insieme alla stola;
- rocchetto: è una sopravveste bianca, solitamente di lino, con maniche strette e lunga fino a mezza gamba; simile alla cotta, è proprio dei prelati;
- dalmatica: è del colore liturgico del giorno; è indossata dal diacono come abito proprio e nei pontificali dal vescovo sotto la casula o pianeta ad indicare la pienezza del sacerdozio;
- mitra, riservata al vescovo e ad alcuni abati;
- berretta o tricorno, di vari colori e fogge, a seconda del grado gerarchico o famiglia religiosa di appartenenza;
- piviale: è del colore liturgico del giorno; è indossato per le celebrazioni diverse dalla Messa (nel rito ambrosiano anche dai lettori in alcune messe solenni);
- pallio, riservato al papa, al cardinale decano e agli arcivescovi metropoliti;
- stola: è del colore liturgico del giorno; è indossata in modo diverso dal sacerdote o dal diacono;
- velo omerale: usato nel trasportare il Santissimo Sacramento.

Alcuni dei paramenti elencati di seguito sono stati aboliti o resi facoltativi o semplicemente caduti in disuso:
- tunicella: del colore liturgico del giorno; indossata in passato anche dal suddiacono;
- chiroteche: sono particolari guanti, indossati dai vescovi, dai cardinali e dal papa;
- falda papale: camice con lunga falda indossato in tempi passati dal papa durante le celebrazioni;
- fanone papale: di forma circolare, tessuto in duplice strato, di uso omerale sulla pianeta o casula, cucito di strisce color bianco, oro e rosso, usato dal papa nelle solenni celebrazioni;
- manipolo: del colore liturgico del giorno (nella messa tridentina);
- manto papale;
- succintorio;
- sandali episcopali.

Esistono inoltre indumenti ecclesiastici, che vengono utilizzati anche al di fuori delle celebrazioni liturgiche, come l'abito talare e lo zucchetto, mentre altri tipi di abbigliamento ecclesiastico come la greca, il mantello, il tabarro, il ferraiolo ed il ferraiolone, (che sono soprabiti) o il cappello romano (detto anche saturno), che si indossano sopra la veste talare, non sono mai usati nella liturgia.

## Chiese orientali

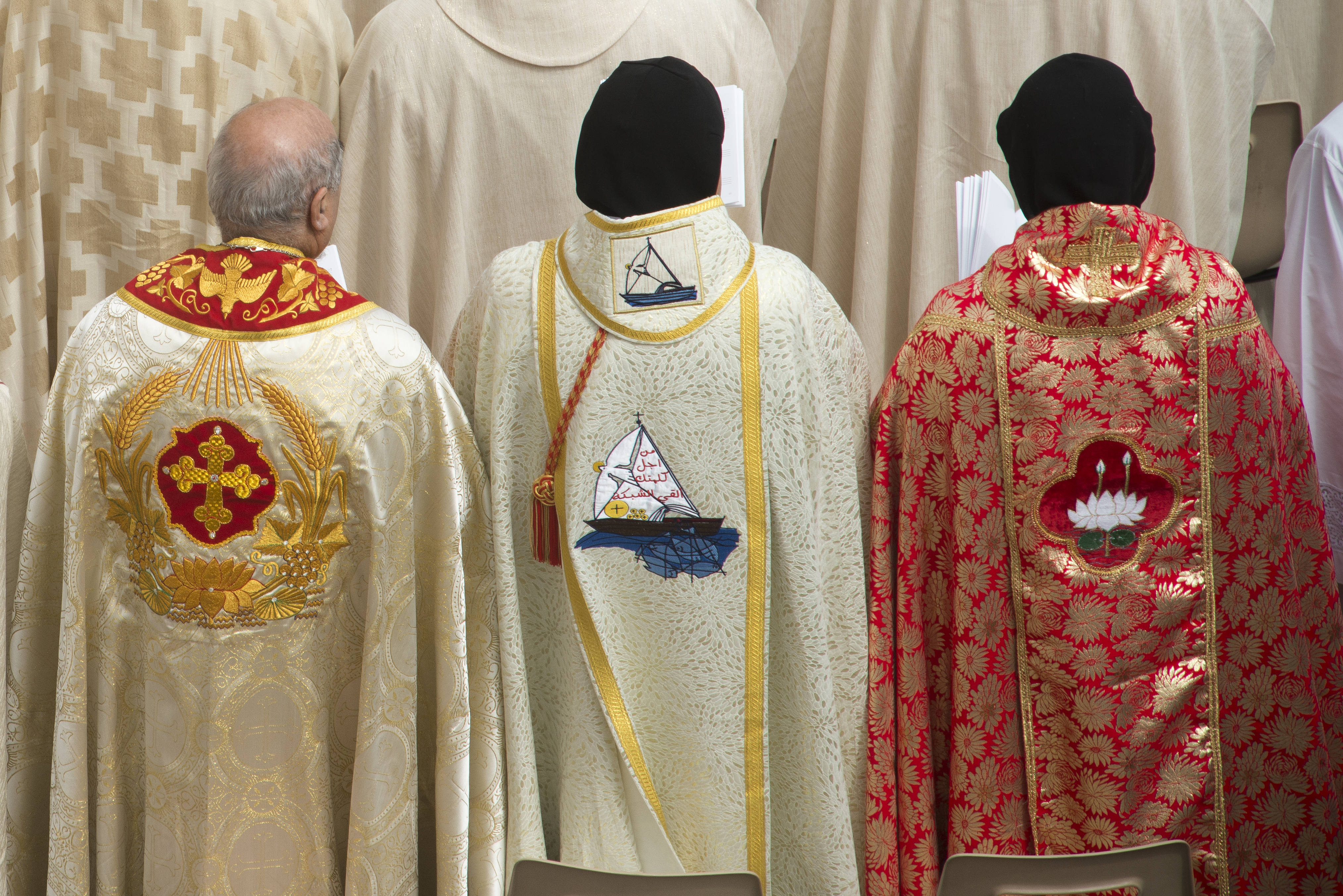
Vescovi cattolici orientali (visti da dietro) vestono i paramenti propri del loro rito durante la canonizzazione di papa Giovanni Paolo II e papa Giovanni XXIII, celebrata da papa Francesco il 27 aprile 2014 in piazza San Pietro

Tutte le vesti liturgiche presenti nelle Chiese di rito bizantino (cattoliche e ortodosse) derivano da abbigliamenti in uso nell'Impero romano. Occidente e Oriente in questo coincidono e mostrano la loro comune origine. Nulla nella Liturgia cristiana è fine a se stesso, tanto meno i paramenti utilizzati.
Gli abbigliamenti servono dunque a contraddistinguere un ufficio e una funzione all'interno della Chiesa un po' come la divisa serve a contraddistinguere il soldato dal vigile urbano. I colori dei paramenti nelle chiese orientali (cattoliche e ortodosse) non hanno un significato particolare o fisso. I colori, in Oriente, non hanno quella fissità normativa che s'è imposta in Occidente a partire dal periodo post-tridentino (XVI-XVII sec.) e la loro importanza è piuttosto relativa.
- Il lettore indossa il Rasso di colore nero. Assomiglia molto alla cocolla dei monaci benedettini, segno della comune origine delle vesti liturgiche. Il materiale con il quale è fatta è seta oppure lana. Si contraddistingue per le sue ampie maniche. Nella tradizione slava il lettore non porta il Rasso (riservato a monaci, diaconi e presbiteri). Il paramento distintivo del lettore è lo Sticario. Durante la chirotessia al lettorato, nel momento della prima lettura dell'Apostolo, il candidato è rivestito del Piccolo Felonio (una versione leggermente più corta rispetto al Felonio presbiterale). Gli accoliti aiutano il Diacono all'altare. Essi non vengono ordinati, ma hanno la benedizione del prete per poter entrare nel luogo dell'altare e indossare lo Sticario. Solitamente sono dei bambini o giovani ragazzi.
- Il suddiacono indossa lo Sticario, un camice con maniche aderenti ai polsi (che si veste in forma differente rispetto a quello del Diacono), l'orario una stola da incrociare sul petto e una fascia che serve a cingere la vita e a fermare l'orario.
- Il diacono veste lo sticario ma con maniche più ampie (corrisponde alla Dalmatica occidentale), l'orario (corrisponde alla Stola diaconale occidentale) posto dalla spalla sinistra, fatto scendere sotto il braccio destro e fatto risalire sulla spalla sinistra, viene lasciato penzolare dal lato sinistro, le soprammaniche (o Epimanikia, fasce di stoffa con una croce ricamanta), la loro funzione è quella di mantenere le maniche aderenti al polso.
- Il presbitero indossa lo Sticario (corrisponde al Camice occidentale), la Stola, l'epitrachelion, (corrisponde alla Stola presbiterale occidentale), le soprammaniche, l'epigonatio (è una distinzione onorifica e rappresenta la Spada della Parola, la Cintura (corrisponde al Cingolo occidentale e serve per stringere al corpo la stola, il Felonio (corrisponde alla Casula occidentale). Le antiche Casule occidentali erano quasi identiche a quelle orientali. Nell'Impero romano quest'abbigliamento aveva una funzione di soprabito. I sacerdoti ortodossi, a differenza di quelli romani, possono indossare sui paramenti una croce pettorale. Durante alcune parti della liturgia diaconi e preti indossano anche il caratteristico copricapo cilindrico nero.
- Il vescovo porta tutti i paramenti sacri del Presbitero, al posto del Felonio porta il Sacco (nell'antichità, anche i Vescovi portavano il Felonio), l'Omophorion, la Mitra, il Pastorale e anche il Tricherio ed il Dicherio. Segni liturgici episcopali sono l'Epigonatio, il Sacco (questo paramento è simile a quello che aveva l'Imperatore costantinopolitano quando assisteva alle Liturgie, l'Omoforio (segno distintivo episcopale, corrisponde al Pallio utilizzato dai Metropoliti occidentali), la Mitra (la foggia di questo copricapo emula il Diadema dell'Imperatore costantinopolitano), la mitra episcopale greca, a differenza di quella russa, porta il diadema dell'Impero romano e il Pastorale. I vescovi indossano oltre alla croce, anche l'empolion (una piccola icona che rappresenta Cristo). I primati di alto rango aggiungono a questa icona un'altra; la panogia che rappresenta la Santa Vergine. Quando il vescovo non celebra ma assiste alle celebrazioni liturgiche indossa un altro tipo di indumento, il Mandìas. Quest'indumento ha la forma d'un mantello caudato. Il suo colore è viola o rosso porpora. Presso i russi ha una colorazione chiara con delle strisce di diverso cromatismo. Quando il vescovo si muove con il Mandìas viene accompagnato da un chierico caudatario che ne sostiene il lembo posteriore.

Man mano che un membro del clero avanza negli ordini, conserva i paramenti che indossava. Dunque, il Lettore ha lo Sticario, il Suddiacono lo conserva aggiungendo l'Orario. Il Diacono conserva l'Orario (che viene sciolto) e lo Sticario, e si aggiungono le Epimanikia. Il Prete indossa lo Sticario, le Epimanikia, e l'Orario, indossandolo su ambe due le spalle, mentre il Diacono solo sulla spalla sinistra. Nella tradizione russa, il Presbitero riceve anche la Croce pettorale di argento. L'Epigonatio non è una distinzione dell'Archimandrita o dell'Arciprete essendo una distinzione di onore, come la croce d'Oro, il Nabedrennik (che non esiste nella Chiesa Greca), la croce rivestita di gioielli, la Skufiya e la Kamilavka (copricapi), ecc... sono tutte distinzioni che vengono date dal Vescovo per merito. Il titolo di Arciprete, o di Arciprete Mitroforo, o di Protopresbitero, sono dati dal Vescovo come distinzioni non semplicemente di merito, ma anche di tipo gerarchiale. Per esempio, un Protopresbitero è molto raro e, di solito, è il rettore di una cattedrale patriarcale, oppure è il cancelliere di una eparchia. Il titolo di Igumeno, viene dato ad un Abate di un monastero, mentre quello di Archimandrita viene dato ad un Abate di una Grande Lavra, oppure ad un Abate di tre o quattro monasteri. La distinzione dell'Archimandrita in termini di vesti è il Mandìas che è diverso da quello dei monaci, il bastone di legno e in alcuni casi il poter celebrare con il Tricherio ed il Dicherio. La distinzione del Protopresbitero (e anche dell'Archimadrita) è di poter celebrare la Divina liturgia con le Porte Regali aperte fino alla comunione del Clero. Questi sono solo alcune esempi di differenze tra le tradizioni greca e slava.